# Elixir d'Anvers
L'Elixir d'Anvers è una bevanda alcolica prodotta in Belgio dalla F.X. de Beukelaer. Creato nel 1863, rispondeva alla domanda crescente di alcolici meno nocivi per la salute di quelli consumati abitualmente allora, o addirittura dotati di virtù curative. L'Elixir d'Anvers viene servito come aperitivo o digestivo.
Trentadue piante ed erbe sono messe a macerare nell'alcool puro e nello zucchero, poi tutto viene messo a invecchiare in botti di rovere. La produzione dura in tutto cinque mesi.